# Meotipa sujii
Espèce
Meotipa sujii est une espèce d'araignées aranéomorphes de la famille des Theridiidae.

## Distribution
Cette espèce est endémique du Sri Lanka. Elle se rencontre dans les provinces du Centre et du Nord-Ouest.

## Description
La femelle paratype mesure 2,1 mm.

## Systématique et taxinomie
Cette espèce a été décrite par Benjamin et Tharmarajan en 2024.

## Étymologie
Cette espèce est nommée en l'honneur de Mahendram Sujinthan.

## Publication originale
- Benjamin & Tharmarajan, 2024 : « Species of the genus Meotipa Simon, 1895 with descriptions of two new species from Sri Lanka and one from China (Araneae: Theridiidae). » ZooNova, vol. 39, p. 1-26.